# وشستودی (ناحیه میلنیک)
وشستودی (به چکی: Všestudy) یک منطقهٔ مسکونی در جمهوری چک است که در ناحیه میلنیک واقع شده‌است. وشستودی ۴٫۷۲ کیلومتر مربع مساحت و ۳۲۸ نفر جمعیت دارد و ۱۷۰ متر بالاتر از سطح دریا واقع شده‌است.